# Chanée
Christina Ratchaneé Birch Wongskul (6 de enero de 1979), más conocida como Christina Chanée o simplemente Chanée, es una cantante pop de ascendencia dano-tailandesa. Actualmente vive en Copenhague (Dinamarca).
En 2010 ganó junto a Tomas N'evergreen el Dansk Melodi Grand Prix 2010 con la canción In a moment like this, la cual representó a Dinamarca en el Festival de la Canción de Eurovisión celebrado en Oslo (Noruega), quedando en 4.ª posición detrás de la campeona Alemania, Turquía y Rumanía.